# Старолончаково
Старолонча́ково (рос. Старолончаково) — село у складі Стрітенського району Забайкальського краю, Росія. Входить до складу Шилко-Заводського сільського поселення.

## Населення
Населення — 186 осіб (2010; 237 у 2002).
Національний склад (станом на 2002 рік):
- росіяни — 100 %